# Mastim persa
O mastim persa ou mastim iraniano (em persa: سگ سرابی) é uma antiga raça de cães guardiões de gado nativa de Sarab no norte do Irão. É um cão do tipo molosso de porte grande e pelo curto. Sua altura varia entre cerca de 71 a 89 cm na cernelha, e seu peso entre 50 a 90 kg aproximadamente. São amistosos e afáveis com seus proprietários, porém muito avessos à estranhos. São utilizados como cães de guarda e também para proteger os animais de criação contra predadores.